# Île Trout (Michigan)
Pour les articles homonymes, voir Trout.
L'île Trout est une île du lac Michigan qui fait partie de l'archipel de l'île Beaver. Elle a une superficie de 32 hectares et est une propriété privée. Il y a une piste d'atterrissage sur l'île qui s'étend sur toute sa longueur. L'île Trout se situe à environ 3 km de l'île High et environ 10 km de l'île Beaver.